# Rio das Éguas
Rio das Éguas är ett vattendrag i Brasilien.   Det ligger i delstaten Bahia, i den östra delen av landet, 500 km nordost om huvudstaden Brasília.
Omgivningarna runt Rio das Éguas är huvudsakligen savann. Runt Rio das Éguas är det glesbefolkat, med 13 invånare per kvadratkilometer.